# Сімейка Озборнів
Сімейка Осборнів — це американське  реаліті-шоу, яке показує та розповідає про домашнє життя хеві-метал співака Оззі Осборна та його родини: його дружини Шерон, їхньої доньки Келлі та сина Джека. Прем'єра серіалу відбулася 5 березня 2002 року на телеканалі MTV , і в першому сезоні він став серіалом з найбільшими переглядами. Останній епізод вийшов в ефір 21 березня 2005 року.

## Огляд
Окрім соліста Black Sabbath, Оззі Осборна, у шоу беруть участь його дружина та менеджерка Шерон, їхні діти Джек і Келлі, але інша дочка Озборнів, Еймі, відмовилася брати участь у шоу та публічно критикувала своїх батьків за їхні витівки на телеекрані. Тому на більшості сімейних фотографій, показаних на шоу, вона або відсутня, або розмита. Серіал також показував сім’ю у часи важливих подій, таких як боротьба Шерон з раком і наслідки аварії на квадроциклі, в результаті якої Оззі ледь не загинув.
Фірмовою піснею шоу став кавер Льюїса Ламедіка на «Crazy Train» авторства Оззі, виконаний в стилі джаз-свінг. 
Одночасно з успіхом серіалу Келлі Осборн розпочала кар’єру співачки, а Шерон Осборн стала телеведучою власного «Шоу Шерон Осборн». Сім'я також пародіювала епізоди свого серіалу під час отримання нагород за участь у фільмі Остін Паверс: Золотий орган.
Друг Джека і Келлі Осборнів Роберт регулярно з'являвся в епізодах шоу;  Шерон взяла його до другого сезону після того, як його мати померла від раку. Попри постійну присутність перед камерою, навколо нього оберталося усього кілька сюжетів. Ходили чутки, що Осборни усиновили Роберта, але Шерон Осборн це спростувала. Після закінчення зйомок серіалу було повідомлено, що Осборни вирішили відправити Роберта назад на Род-Айленд, де він залишився жити зі своїм батьком після тижня у психіатричній лікарні. 
Інша людина, яка постійно з’являється в шоу, але не належить до сімейстіва — це Мелінда, виконавча помічниця Шерон і няня, одружена з тур-менеджером Оззі.  Вона намагається підвести Джека з ліжка, який лає і принижує її, кажучи «знайти справжню роботу». Мелінда родом з Австралії. 
В інтерв’ю 2-го травня 2009 року для радіо BBC Оззі запевняв, що його «постійно забивали камінням під час зйомок «Сімейства Осборнів», тому він не буде дивитися цей серіал. 
Під час трансляції серіалу на MTV у США обсценна лексика піддалася цензурі. В одному з інтерв’ю Оззі заявив, що, хоча він радий, що трансляції у Канаді були без цензури, він віддав би перевагу цензурованій версії, оскільки лайка була виразнішою через звукові сигнали цензури. Канадське телебачення «CTV» і британське «MTV» та «Channel 4» не підлягають цензурі.  Також деякі епізоди транслювалися без цензури для австралійської аудиторії на Network Ten.  А також серіал транслювався без цензури на MTV Австралія.

## Постановочність
Джек і Келлі іноді заявляли в інтерв'ю, що деякі випадки в шоу, наприклад візит ветеринара, були організовані продюсерами MTV.  Але менеджер Оззі заперечив, що будь-яка реакція була постановочною.

## Після зйомок
30 листопада та 1 грудня 2007 року речі та предмети побуту, що належали Осборнам і «брали участь» у шоу, виставили на аукціон. Захід тривав два дні, лотами були представлені пам’ятні речі, а також декор будинку. А учасники торгів могли робити ставки через аукціонну мережу.
У 2009 році Осборни возз'єдналися для дебюту свого нового шоу Osbournes Reloaded для мережі Fox виробництва Fremantle Media North America, прем’єра серіалу відбулася 31 березня 2009 року о 21:25. Шоу складалося зі скетчів, трюків, камео знаменитостей, музичних виступів і попередньо записаних фрагментів.  Шоу було скасоване після виходу в ефір пілотного епізоду.  Також під час його дебюту 26 філій Fox відклали програму через її вміст, який, на думку керівників окремих телеканалів, був більш доречним для старших глядачів. 
З 2016 року Оззі та Джек знімаються в серіаліті Ozzy & Jack's World Detour, що спочатку транслювалося на телеканалі History, але згодом перейшло на телеканал A&E для другого сезону.  23 січня 2018 року Джек повідомив на своїй сторінці в Instagram, що серіал подовжено на третій сезон.  Прем'єра сезону з восьми серій відбулася на A&E 13 червня 2018 року, до акторського складу приєдналася Келлі Осборн.
Згодом шоу «Осборни хочуть вірити» вийшло 2 серпня 2020 року на телеканалі Travel Channel. 

## Можливе повернення
У жовтні 2015 року Келлі Осборн заявила, що вона відкрита до роботи над ідеєю відродження, яке було б «новим та іншим», сказавши, що «те, як ми зробили це на MTV, було так, як цього ніхто та ніколи не робив раніше, тому, якщо ми збираємося повернутися, ми воліли б знову зробити це так, як ніколи і ніким раніше не робилося».

## Реліз на дисках
На DVD-дисках були випущені лише перший і другий сезони (двома комплектами) від Miramax Home Entertainment і Buena Vista Home Entertainment.
Іншим релізом був «Сімейний альбом Осборнів», компіляція різних виконавців, заснованих на шоу, випущений в червні 2002 року.

## Нагороди та номінації
Окрім досягнення найвищих рейтингів в історії MTV, «Сімейка Озборнів» виграла премію «Еммі» у номінації «найкраще реаліті-шоу 2002». 

## Міжнародні трансляції
| Країна            | Телеканал          |
| ----------------- | ------------------ |
| Україна           | MTV Україна        |
| Канада            | CTV                |
| Велика Британія   | MTV UK and Ireland |
| Велика Британія   | Channel 4          |
| Ірландія          | MTV UK and Ireland |
| Ірландія          | RTÉ Two            |
| Індія             | VH1 India          |
| Австралія         | Network Ten        |
| Австралія         | MTV Australia      |
| Нідерланди        | MTV Nederland      |
| Фінляндія         | TV2 Denmark        |
| Фінляндія         | MTV Finland        |
| Фінляндія         | Nelonen            |
| Португалія        | MTV Portugal       |
| Нова Зеландія     | TV2                |
| Німеччина         | MTV Germany        |
| Бразилія          | MTV Brasil         |
| Італія            | MTV Italia         |
| Європейський Союз | MTV Europe         |

## У масовій культурі
- «Сімейка Осборнів»  має адаптацію слот-гри, створеної Microgaming . [18]
- Шрифт, використаний для основної заставки, називається Swanky і був розроблений Стюартом Сендлером із Font Diner. [19]

## Список джерел
1. ↑  Miller, Nancy (10 травня 2002). Mighty Neighborly. Entertainment Weekly (653). Архів оригіналу за 7 червня 2011. Процитовано 30 жовтня 2010. [Архівовано 2011-06-07 у Wayback Machine.]
2. ↑  Robert Marcato. TV.com. Архів оригіналу за 3 листопада 2010. Процитовано 2 вересня 2012. [Архівовано 2010-11-03 у Wayback Machine.]
3. ↑  Lambiet, Jose (30 січня 2008). The Osbourne family kicks 'Baby' out of feathered nest. The Palm Beach Post. Архів оригіналу за 16 червня 2011.
4. 1 2  Adams, Cameron. Ozzy Osbourne battles on [Архівовано 2007-12-03 у Wayback Machine.]. The Herald Sun. November 1, 2007.
5. ↑  Fulton, Rick (4 травня 2009). Reality Is I Was Stoned. Daily Record. Glasgow, Scotland. с. 14—15. Процитовано 21 квітня 2010.
6. ↑  Pacienza, Angela (19 вересня 2002). The Osbournes premiere sans 'bleeping' nets CTV 1.67 million viewers. Toronto, Ontario, Canada. The Canadian Press.
7. ↑  Melloy, Neil (22 червня 2002). Ozzy-speak defies bleeper. The Courier-Mail. Brisbane, Australia. с. 18.
8. 1 2  Osbourne Kids Says Some Shows Were Scripted. ABC News. Retrieved May 24, 2014.
9. ↑   (Пресреліз). {{cite press release}}: Зовнішнє посилання в |archive-date= (довідка); |archive-date= вимагає |archive-url= (довідка); Вказано більш, ніж один |archivedate= та |archive-date= (довідка); Пропущений або порожній |title= (довідка)
10. ↑  Kelly and Ozzy: Osbournes Reloaded. SuicideGirls.com. 26 березня 2009. Процитовано 26 березня 2009.
11. ↑  The Osbournes: Over and Out at Fox. thewrap.com. 6 серпня 2009. Архів оригіналу за 9 серпня 2009. Процитовано 24 березня 2018. [Архівовано 2009-08-09 у Wayback Machine.]
12. ↑  de Moraes, Lisa (1 квітня 2009). Lisa de Moraes - TV Column by Lisa de Moraes: Some Fox Stations Won't Air 'Osbournes: Reloaded'. Процитовано 24 березня 2018.
13. ↑  Ozzy & Jack's World Detour (TV Series 2016– ). Процитовано 24 березня 2018.
14. ↑  Jack Osbourne on Instagram: "Everyone keeps asking if we're doing a season 3 of World Detour... well guess what today is? Day 1 of season 3 baby!!! Woooohoooo…". Instagram. Архів оригіналу за 31 серпня 2022. Процитовано 24 березня 2018.
15. ↑  ozdiyar, Yunus Emre (12 липня 2020). Ozzy Osbourne Returns with The Osbournes Want to Believe Series. Chaospin (амер.). Процитовано 13 липня 2020.
16. ↑  The Osbournes could return someday. digitalspy.com. 1 жовтня 2015. Процитовано 24 березня 2018.
17. ↑  MTV Onair - Osbournes. MTV. Архів оригіналу за 5 грудня 2014. Процитовано 8 лютого 2010. [Архівовано 2014-12-05 у Wayback Machine.]
18. ↑  Play The Osbournes Slot - Read the Review, Play for Fun or Real Money. www.slotsonline.com.
19. ↑  The Font You Love to Hate. theoutline.com.